# Rennes
Rennes (/ʁɛn/; in gallo Resnn; in bretone Roazhon; in latino Condate, Condate Riedonum) è una città francese del nord-ovest di 225 081 abitanti (747 156 con area urbana), capoluogo della Bretagna e prefettura del dipartimento dell'Ille-et-Vilaine.
Sede universitaria importante (66 000 studenti), è anche sede di Corte d'appello ed è stata a lungo la capitale del ducato di Bretagna (per diventare capoluogo della regione negli anni settanta).

## Storia
La città di Rennes venne fondata dal popolo celtico degli armoricani con il nome di Condate. Durante la dominazione romana venne rinominata come Condate Riedonum, capoluogo della Civitas Riedonum (Riedoni).
Fu conquistata dai Franchi nel 658. Dal 1532, fu sede del Parlamento di Bretagna. Nel 1720 venne distrutta per tre quarti da un incendio; la ricostruzione seguì le concezioni estetiche e urbanistiche del XVIII secolo. Rimasta una località rurale fino alla seconda guerra mondiale, Rennes si è sviluppata nel XX secolo.

## Geografia fisica
La città sorge nella parte orientale della Bretagna, non lontano dal confine regionale con i Paesi della Loira. Dista 109 km da Nantes e 356 dal centro di Parigi.
È costruita su una collina, con il lato nord più elevato di quello sud. Si trova all'incontro di due fiumi, l'Ille e la Vilaine, che danno il nome all'omonimo dipartimento.

## Società

### Evoluzione demografica
Nel 2021, Rennes (225 081 abitanti) è al centro della decima area urbana francese con 747 156 abitanti.

Abitanti censiti

## Amministrazione

### Cantoni

Fino alla riforma del 2014, il territorio comunale della città di Rennes era ripartito in 11 cantoni:
- Cantone di Rennes-Brequigny: comprende parte della città di Rennes
- Cantone di Rennes-Centre: comprende parte della città di Rennes
- Cantone di Rennes-Centre-Ovest: comprende parte della città di Rennes
- Cantone di Rennes-Centre-Sud: comprende parte della città di Rennes
- Cantone di Rennes-Est: comprende parte della città di Rennes
- Cantone di Rennes-le-Blosne: comprende parte della città di Rennes
- Cantone di Rennes-Nord: comprende parte della città di Rennes
- Cantone di Rennes-Nord-Est: comprende parte della città di Rennes
- Cantone di Rennes-Nord-Ovest: comprende parte della città di Rennes e i comuni di Gévezé, Pacé e Parthenay-de-Bretagne
- Cantone di Rennes-Sud-Est: comprende parte della città di Rennes e i comuni di Chantepie e Vern-sur-Seiche
- Cantone di Rennes-Sud-Ovest: comprende parte della città di Rennes e i comuni di Saint-Jacques-de-la-Lande e Vezin-le-Coquet

A seguito della riforma approvata con decreto del 18 febbraio 2014, che ha avuto attuazione dopo le elezioni dipartimentali del 2015, il territorio comunale della città di Rennes è stato ripartito su 6 cantoni:
- Cantone di Rennes-1: comprende parte della città di Rennes
- Cantone di Rennes-2: comprende parte della città di Rennes
- Cantone di Rennes-3: comprende parte della città di Rennes e il comune di Chantepie
- Cantone di Rennes-4: comprende parte della città di Rennes
- Cantone di Rennes-5: comprende parte della città di Rennes e il comune di Saint-Jacques-de-la-Lande
- Cantone di Rennes-6: comprende parte della città di Rennes e il comune di Pacé

### Gemellaggi
| - Exeter, dal 1957 - Rochester, dal 1958 - Erlangen, dal 1964 - Brno, dal 1965 - Sendai, dal 1967 - Lovanio, dal 1980 - Cork, dal 1982 | - Sétif, dal 1982 - Jinan, dal 1985 - Almaty, dal 1991 - Plateau Dogon, dal 1995 - Poznań, dal 1998 - Sibiu, dal 1999 |

## Infrastrutture e trasporti

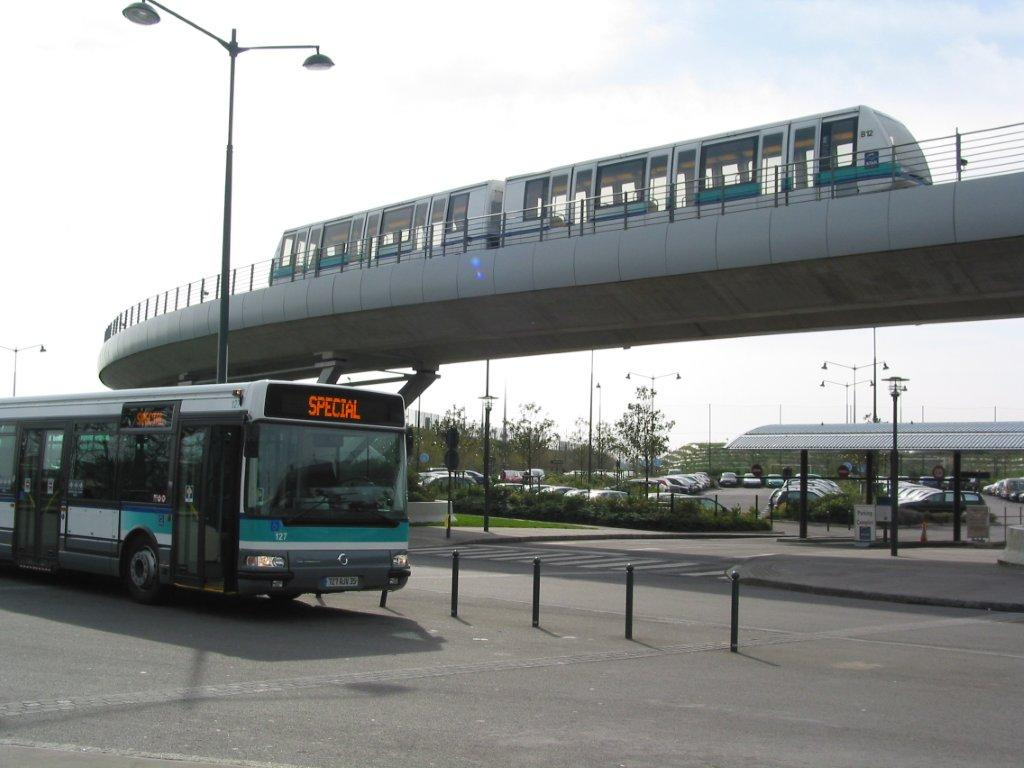
Metropolitana e autobus

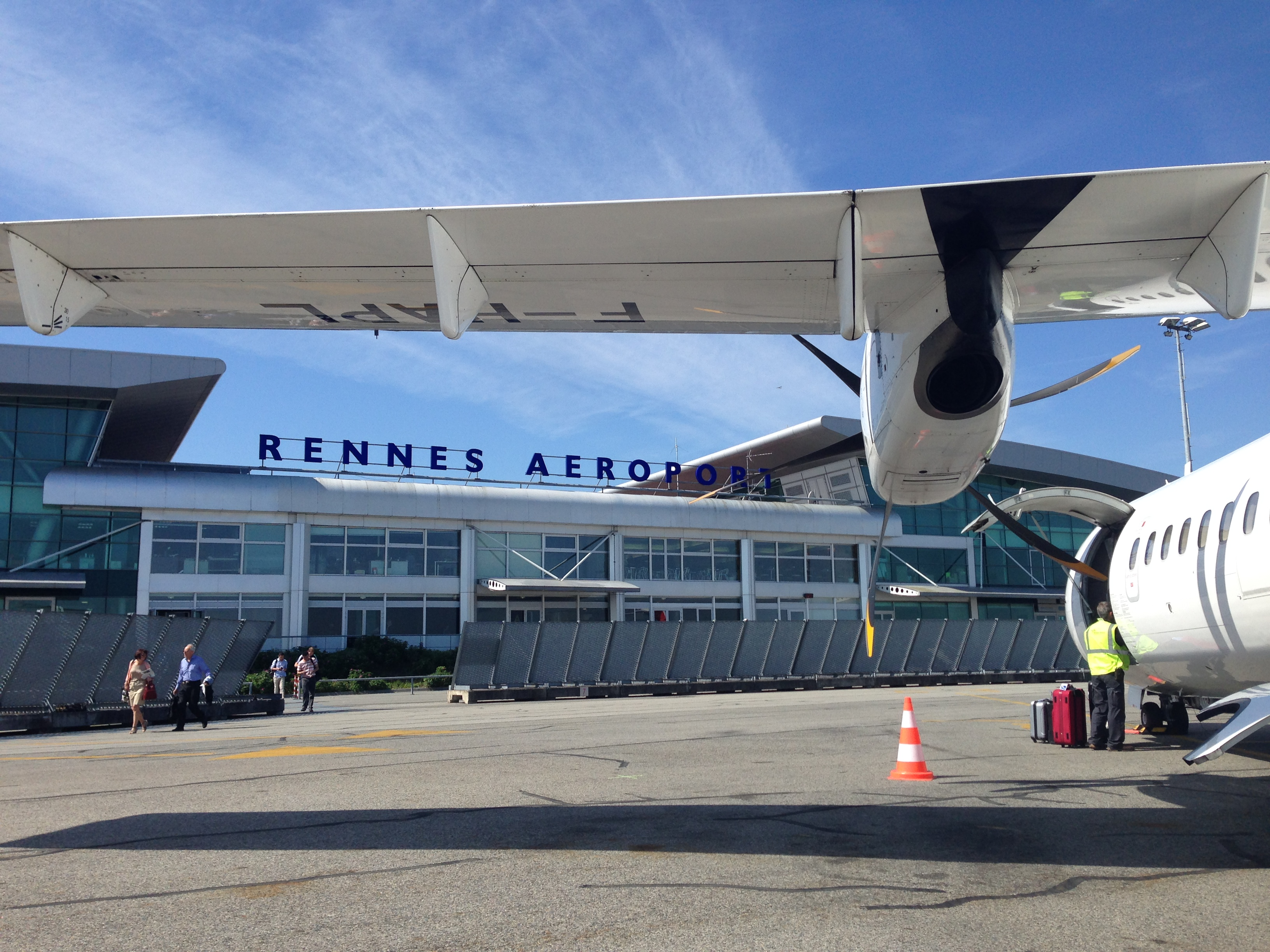
Aeroporto di Rennes

### Trasporti urbani
La società Trasporti di Rennes (STAR), che serve 43 comuni dell'agglomerato, costituisce un'importante rete di trasporto pubblico in Francia. La rete della STAR comprende:
- 1 linea di metropolitana VAL (linea B, 2021)
- 65 linee di autobus con 6 linee di Bus Rapid Transit (C1, C2, C3, C4, C5, C6)
- Dal 1998 è attivo l'innovativo servizio di bike sharing chiamato Vélo à la carte e VéloStar dal 2009, uno dei primi in assoluto e spesso modello per altri progetti simili: biciclette disposte in stazioni tecnologicamente avanzate in tutto il centro della città, disponibili 24 ore su 24, facilmente noleggiabili con una economica tessera settimanale o annuale.

### Trasporto ferroviario
La stazione di Rennes è il principale scalo ferroviario cittadino e una delle stazioni più frequentate della Francia.
È servita da TGV (Parigi, Lione, Lilla, Marsiglia, Quimper) e dal TE (Saint-Malo, Nantes, Vannes, Brest, Vitré).

### Trasporto aereo
La città è dotata di un aeroporto internazionale, l'aeroporto di Rennes Bretagna.

## Clima
| Rennes              | Mesi | Mesi | Mesi | Mesi | Mesi | Mesi | Mesi | Mesi | Mesi | Mesi | Mesi | Mesi | Stagioni | Stagioni | Stagioni | Stagioni | Anno |
| Rennes              | Gen  | Feb  | Mar  | Apr  | Mag  | Giu  | Lug  | Ago  | Set  | Ott  | Nov  | Dic  | Inv      | Pri      | Est      | Aut      | Anno |
| ------------------- | ---- | ---- | ---- | ---- | ---- | ---- | ---- | ---- | ---- | ---- | ---- | ---- | -------- | -------- | -------- | -------- | ---- |
| T. max. media (°C)  | 7,7  | 8,7  | 12,3 | 14,7 | 18,0 | 21,2 | 23,2 | 23,1 | 20,5 | 16,0 | 11,2 | 8,2  | 8,2      | 15,0     | 22,5     | 15,9     | 15,4 |
| T. min. media (°C)  | 1,8  | 2,0  | 3,7  | 5,5  | 8,1  | 11,0 | 12,8 | 12,8 | 11,2 | 7,9  | 4,8  | 2,7  | 2,2      | 5,8      | 12,2     | 8,0      | 7,0  |
| Precipitazioni (mm) | 69   | 56   | 49   | 46   | 55   | 50   | 48   | 58   | 62   | 67   | 76   | 75   | 200      | 150      | 156      | 205      | 711  |

## Cultura e patrimonio

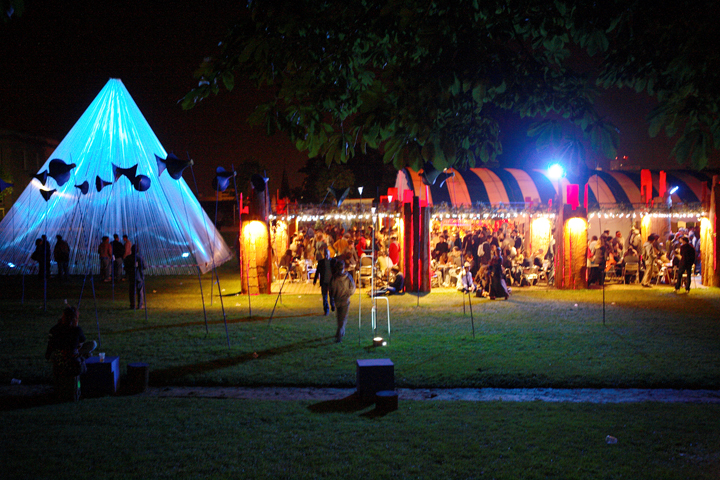
Manifestazioni

### Musei e teatri
- Il Museo di Belle Arti possiede collezioni di pitture, sculture, arte grafica, arte antica, arti decorative. Tra i dipinti custoditi, spiccano opere di Paris Bordon, Veronese, Rubens, Jacob Jordaens, Georges de La Tour, Jusepe de Ribera, Guido Reni, Pietro da Cortona, Guercino, Charles Le Brun, Luca Giordano, Francesco Solimena, Corrado Giaquinto, Jean-Baptiste Chardin, Francesco Guardi, François Boucher, Camille Corot, Gustave Caillebotte, Alfred Sisley, Paul Gauguin, Picasso, Juan Gris. La collezione di disegni costituita nel Settecento dal marchese de Robien è famosa: racchiude tra l'altro disegni di Leonardo, Michelangelo, Botticelli e Donatello.
- Il Museo di Bretagna (Champs Libres) possiede collezioni relative alla storia della Bretagna, con un'importante raccolta di oggetti preistorici.

- Ecomusée de Rennes
- Musée des télétransmissions
- Fond Régional d'Art Comptemporain (FRAC)
- Liberté: 6 100 posti
- Théatre National de Bretagne TNB: 2 500 posti
- Opera: 650 posti

### Manifestazioni
- Les Rencontres Transmusicales: musica
- Les Tombées de la nuit: street art, mostre e luminarie
- Mythos: arte della parola e concerti
- Stunfest: videogioco
- Travelling: cinema

### Monumenti e luoghi d'interesse

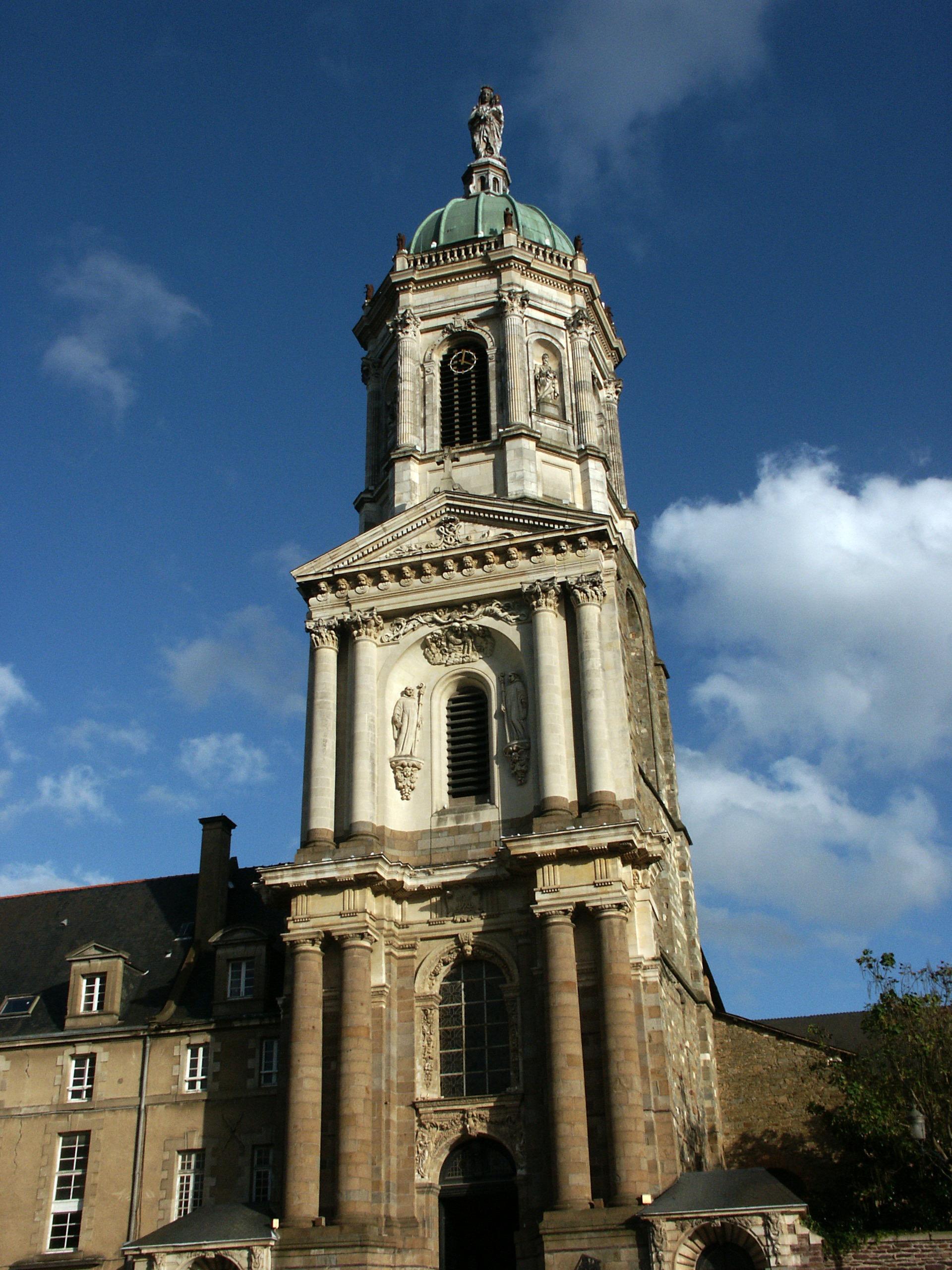
Campanile della chiesa abbaziale di Notre-Dame-en-Sainte-Melaine.

- Il palazzo del Parlamento di Bretagna, costruito da Salomon de Brosse all'inizio del Seicento, è considerato come il primo esempio del classicismo francese in architettura.
- La piazza del Parlamento di Bretagna, costruita negli anni 1720 su progetto di Jacques Gabriel, è una delle grandi piazze reali francese, costeggiata da eleganti palazzi simmetrici e dall'architettura uniformizzata. Prima della Rivoluzione francese il suo centro era occupato da una statua equestre del re Luigi XIV realizzata da Antoine Coysevox (della quale si possono ancora vedere i bassorilievi della base al museo di Belle-Arti della città).
- Il municipio, anch'esso costruito da Jacques Gabriel, dalla caratteristica facciata dalla forma concava.
- La Cattedrale di Rennes, esempio di architettura classica del Settecento.
- La chiesa Saint-Germain, di stile gotico.
- La basilica di San Salvatore (Saint-Sauveur), di stile classico, con vari altari barocchi all'interno.
- L'abbazia di Notre Dame en Sainte Melaine, con un chiostro barocco del Seicento e una chiesa che mischia elementi romanici e barocchi.
- La chiesa di Santo Stefano, eretta dagli agostiniani alla fine del XVII secolo.
- Vari hôtels particuliers (palazzi nobiliari) seicenteschi e settecenteschi nel centro storico.
- Il palazzo Saint-Georges, della fine del Seicento.
- Molte case medievali con intelaiatura a traliccio in alcune strade del centro storico
- La porta mordelaise del Quattrocento, resto della cinta muraria medievale della città.

## Istruzione

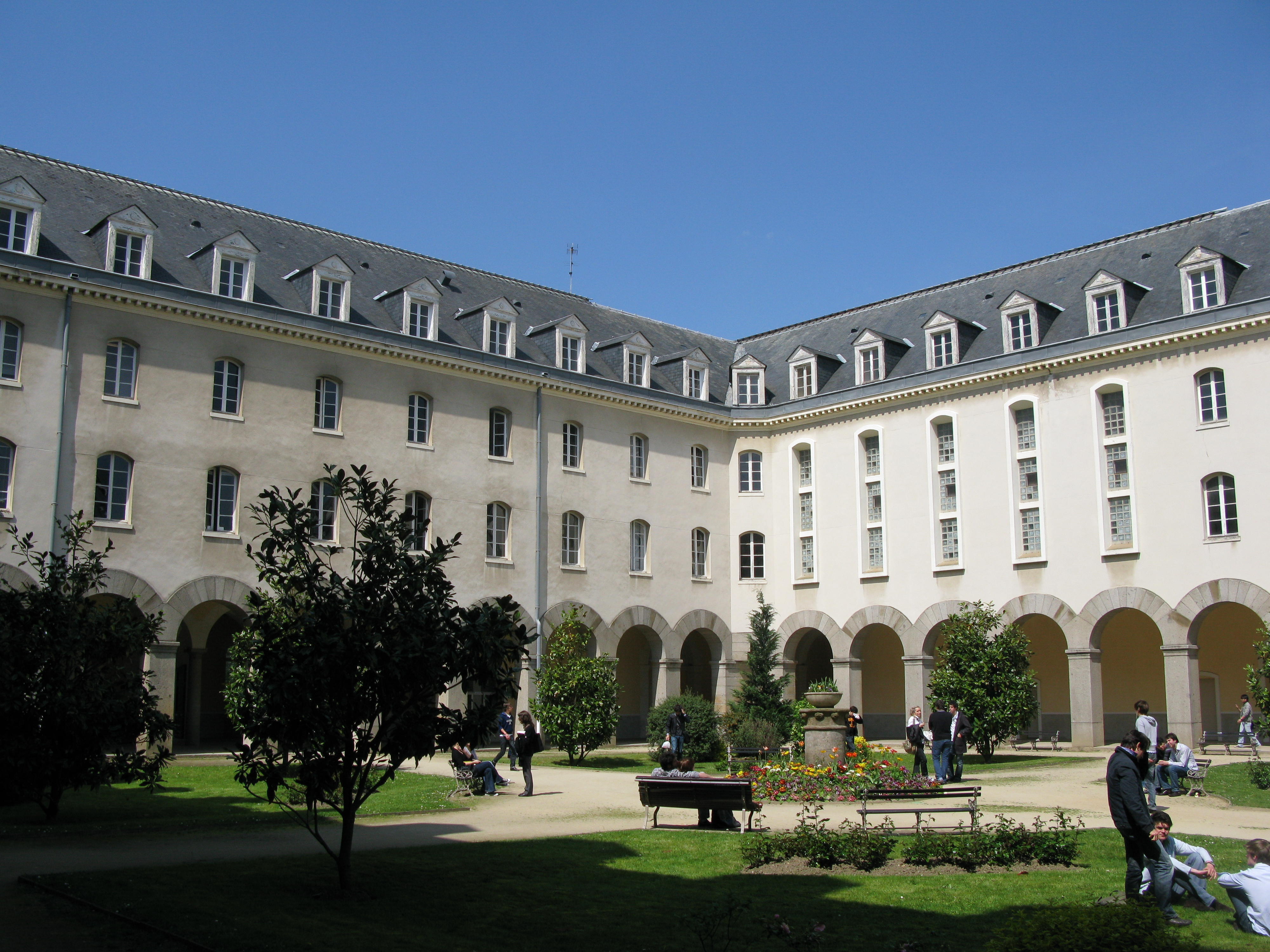
Università di Rennes 1

Più di 63 000 studenti frequentano le due università e i numerosi istituti superiori. Ecco la lista delle università della città:
- Università di Rennes 1
  - giurisprudenza, scienze politiche, filosofia, scienze e salute.
  - circa 26.000 studenti
- Università di Rennes 2
  - lettere, scienze umane, lingue, letteratura e storia.
  - circa 22.000 studenti
- CentraleSupélec
  - circa 5000 studenti
- École pour l'informatique et les nouvelles technologies
  - Informatica.
- École pour l'informatique et les techniques avancées
  - Informatica.
- École Nationale Supérieure des Télécommunications de Bretagne
- École supérieure d'électricité
  - Elettricità.
- Rennes School of Business
  - Business school.
- Paris School of Business
  - Business school.

## Sport

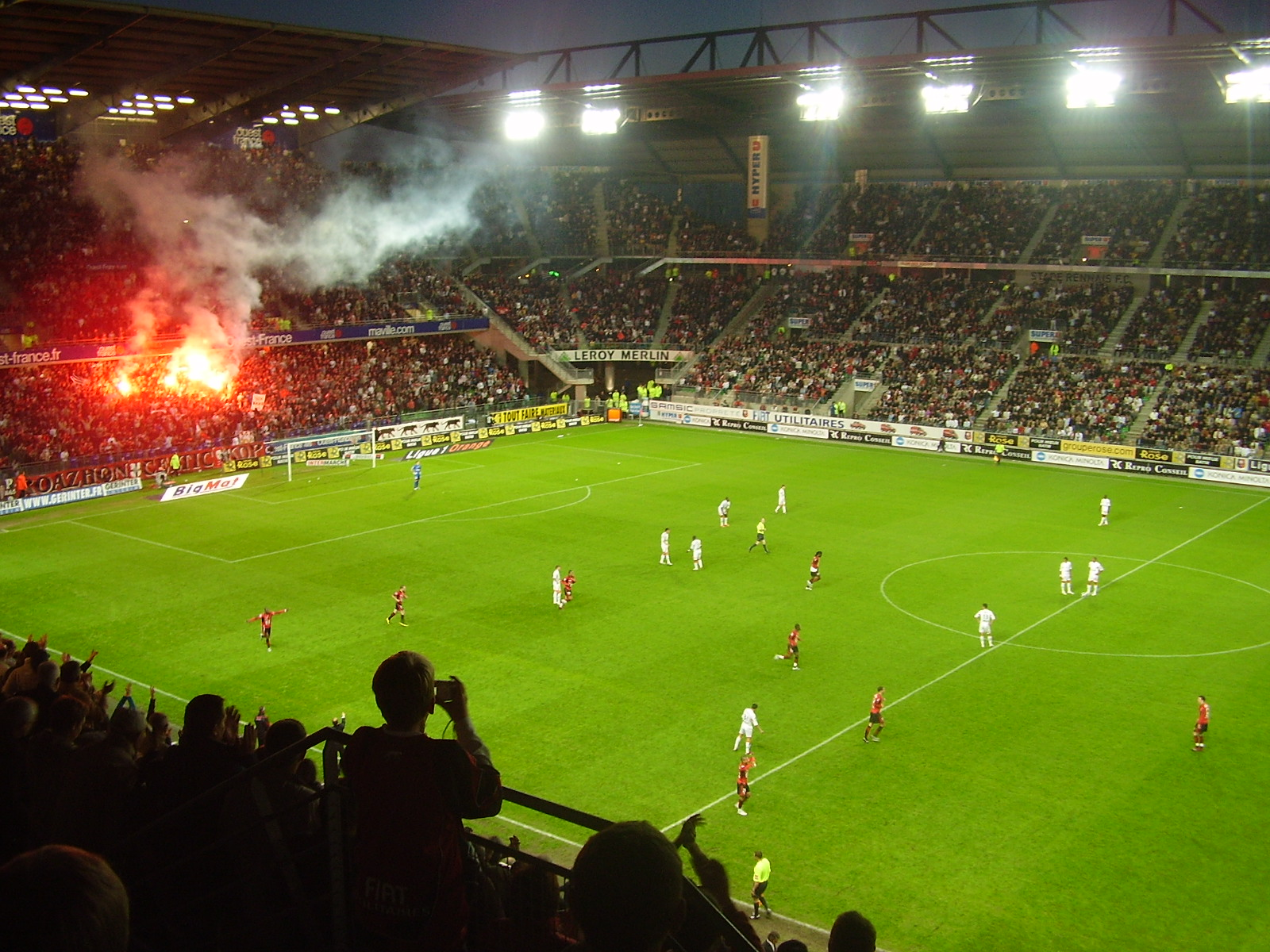
Stadio di calcio di Rennes

- La principale squadra calcistica è lo Stade Rennais, meglio conosciuto semplicemente come Rennes, militante nella Ligue 1.
- Il club di Cesson-Rennes Métropole HB (Pallamano, division 1)
- La maggiore realtà pallavolistica cittadina maschile, il Rennes Volley 35 (fino al 2007 denominato Rennes Étudiants Club) milita in Pro B, secondo divisione del campionato francese.
- La squadra di ciclismo su strada Arkéa-Samsic basata a Rennes.

## Galleria d'immagini

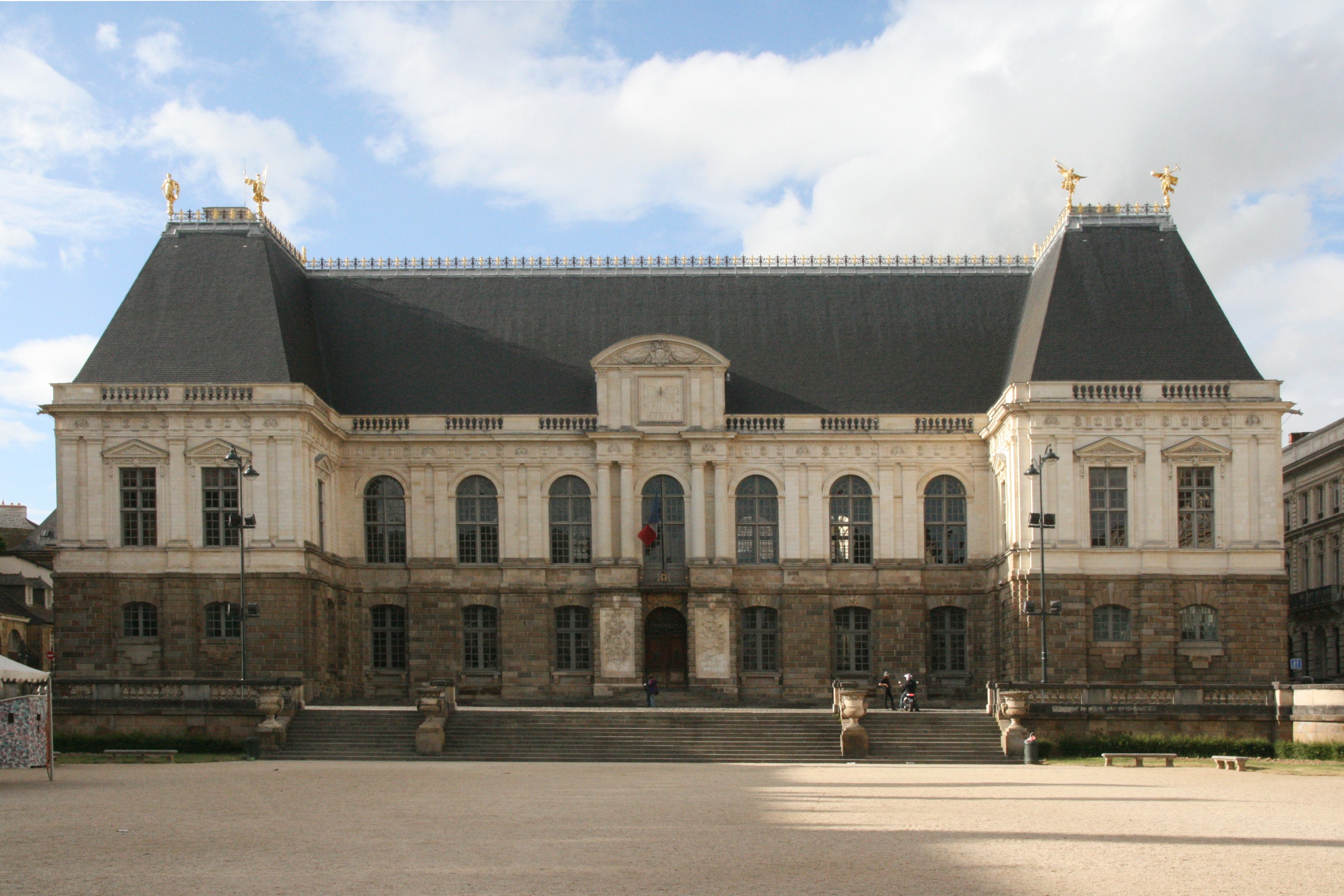
Palazzo del Parlamento di Bretagna
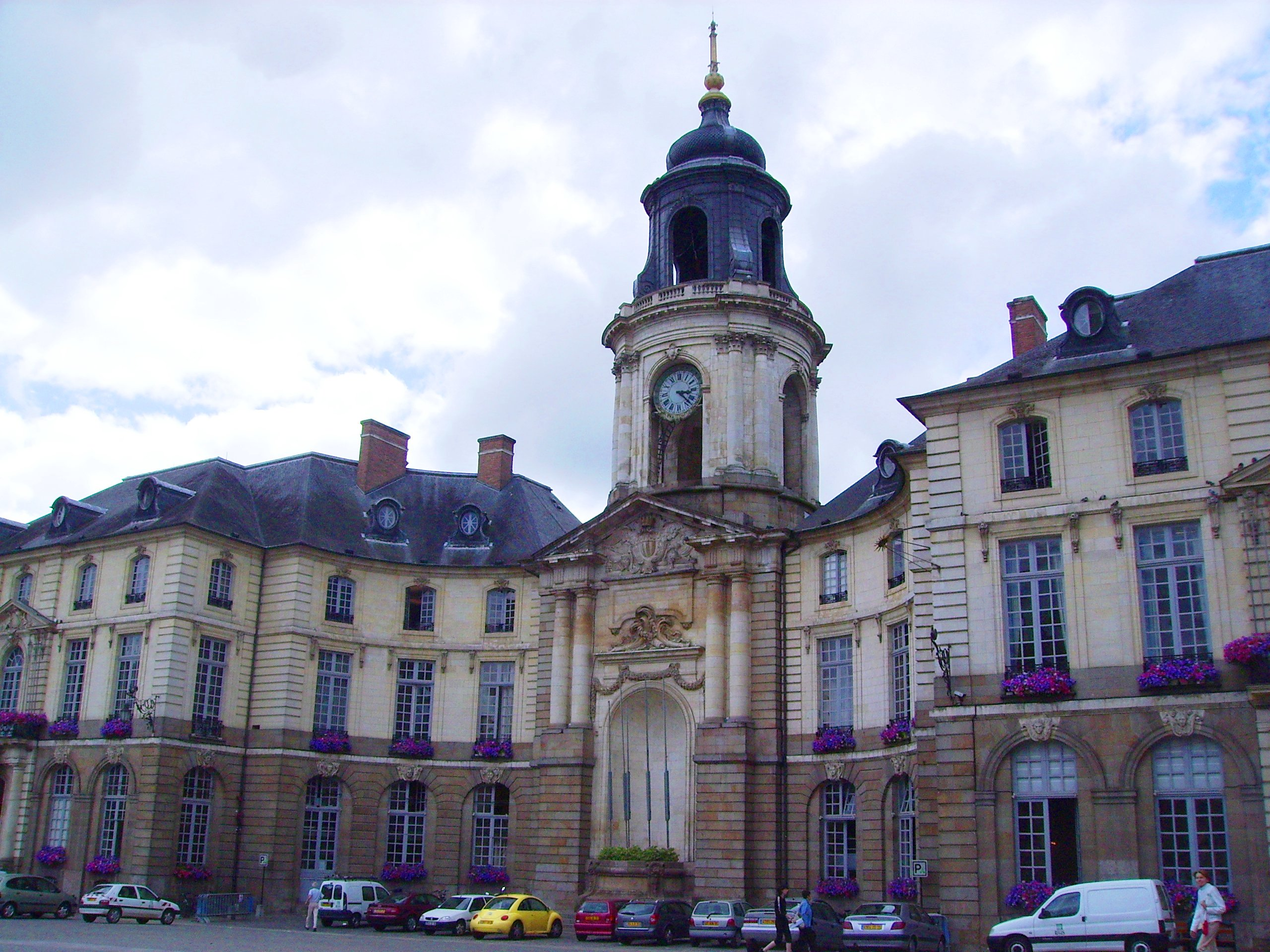
Municipio
Palazzo Saint Georges
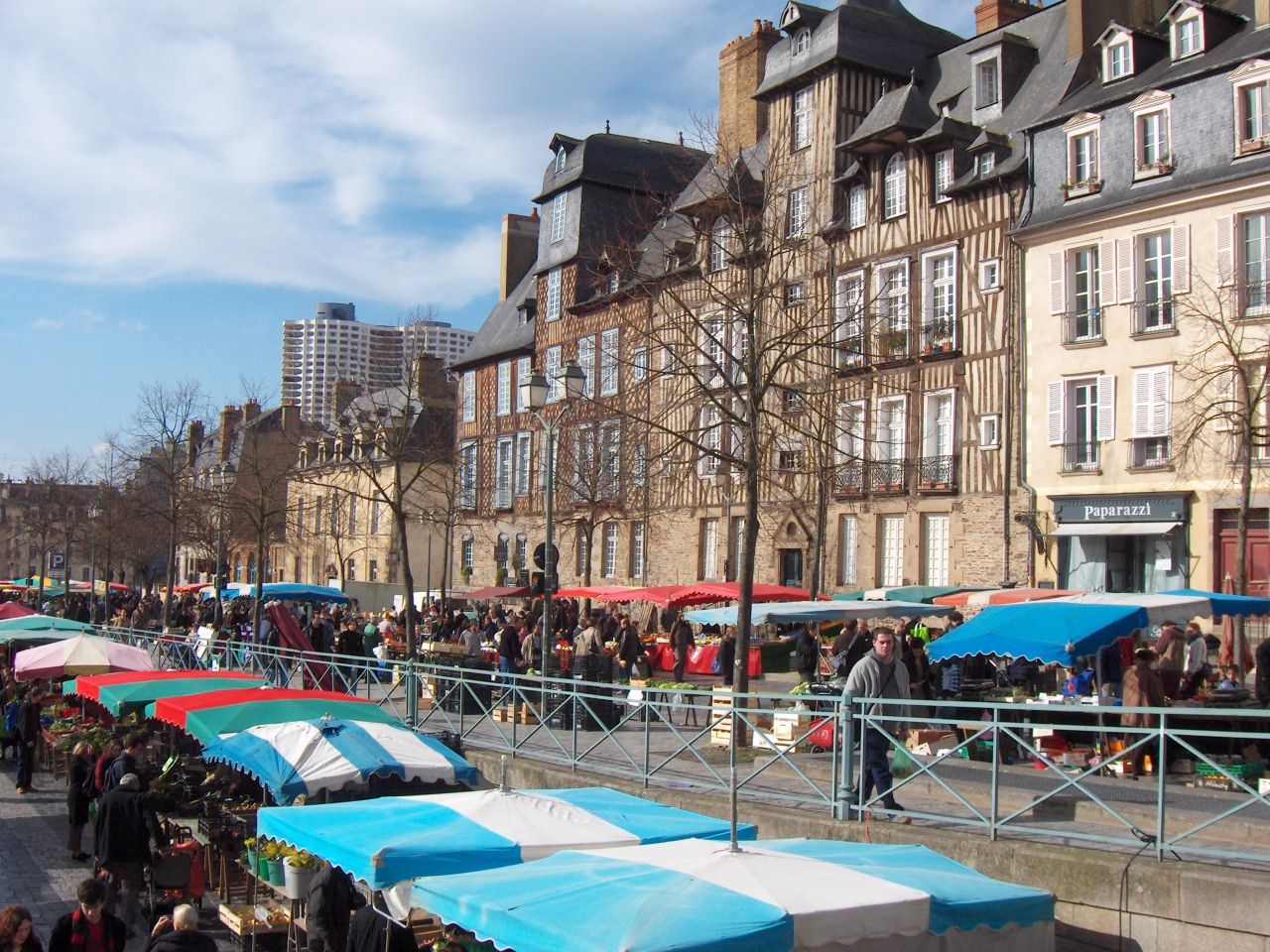
Mercato des Lices
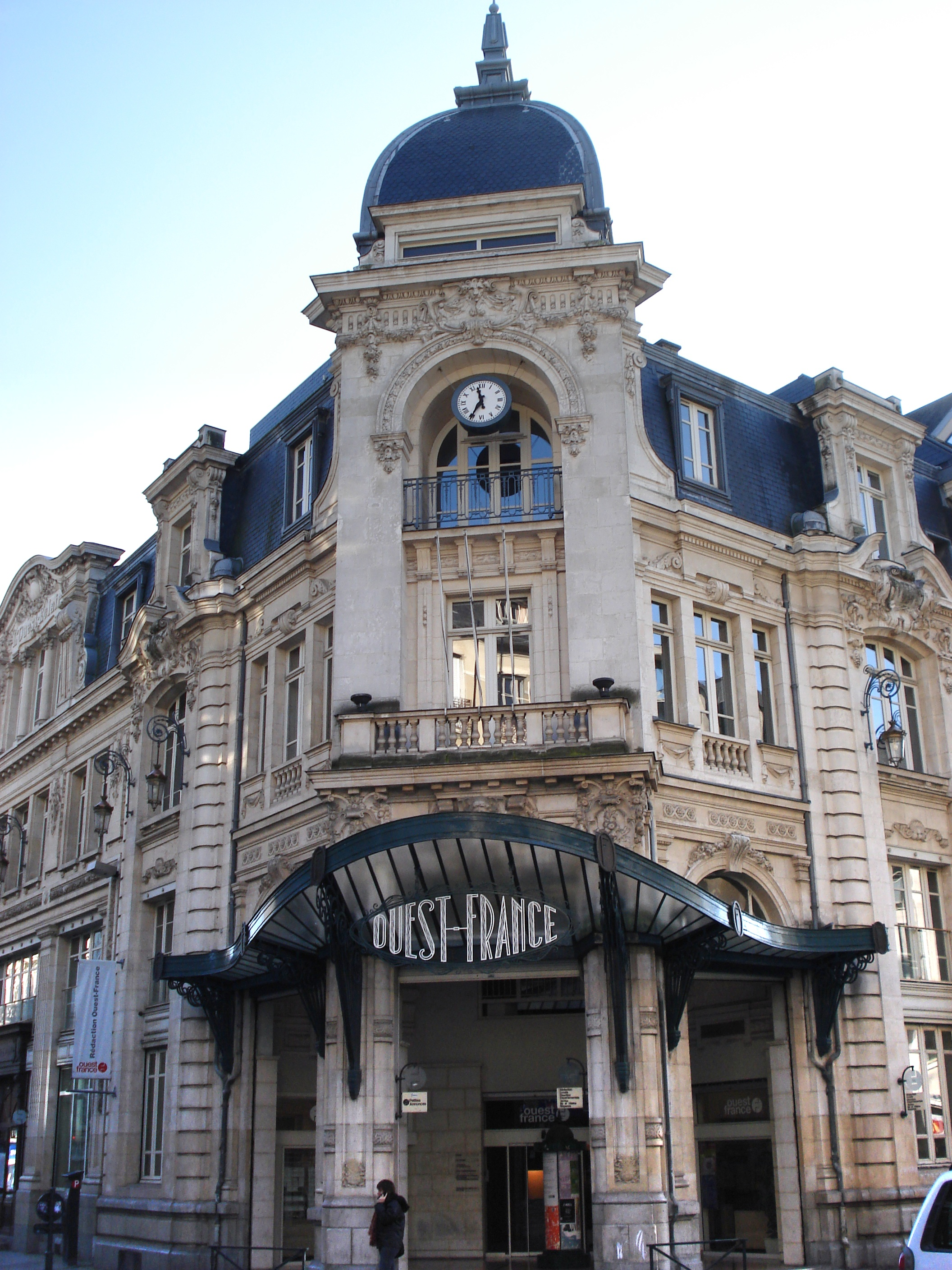
Sede del giornale Ouest France
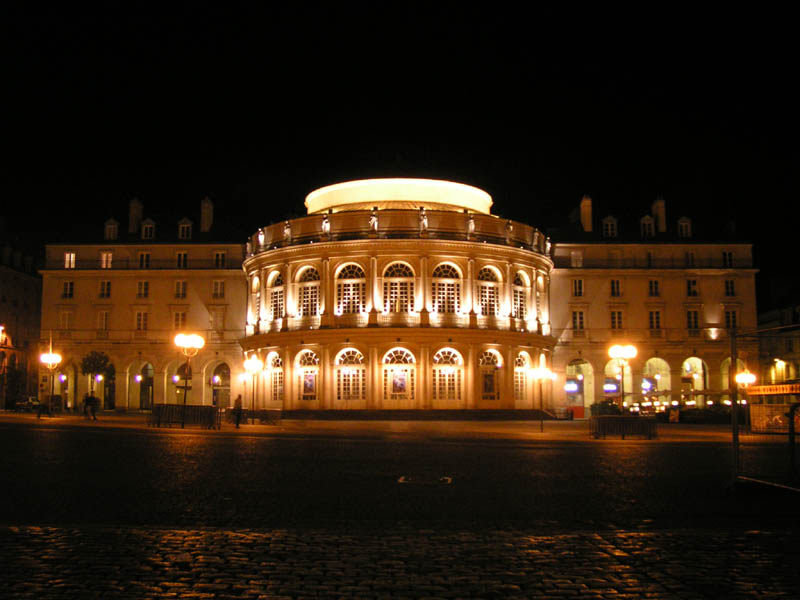
Opéra di Rennes
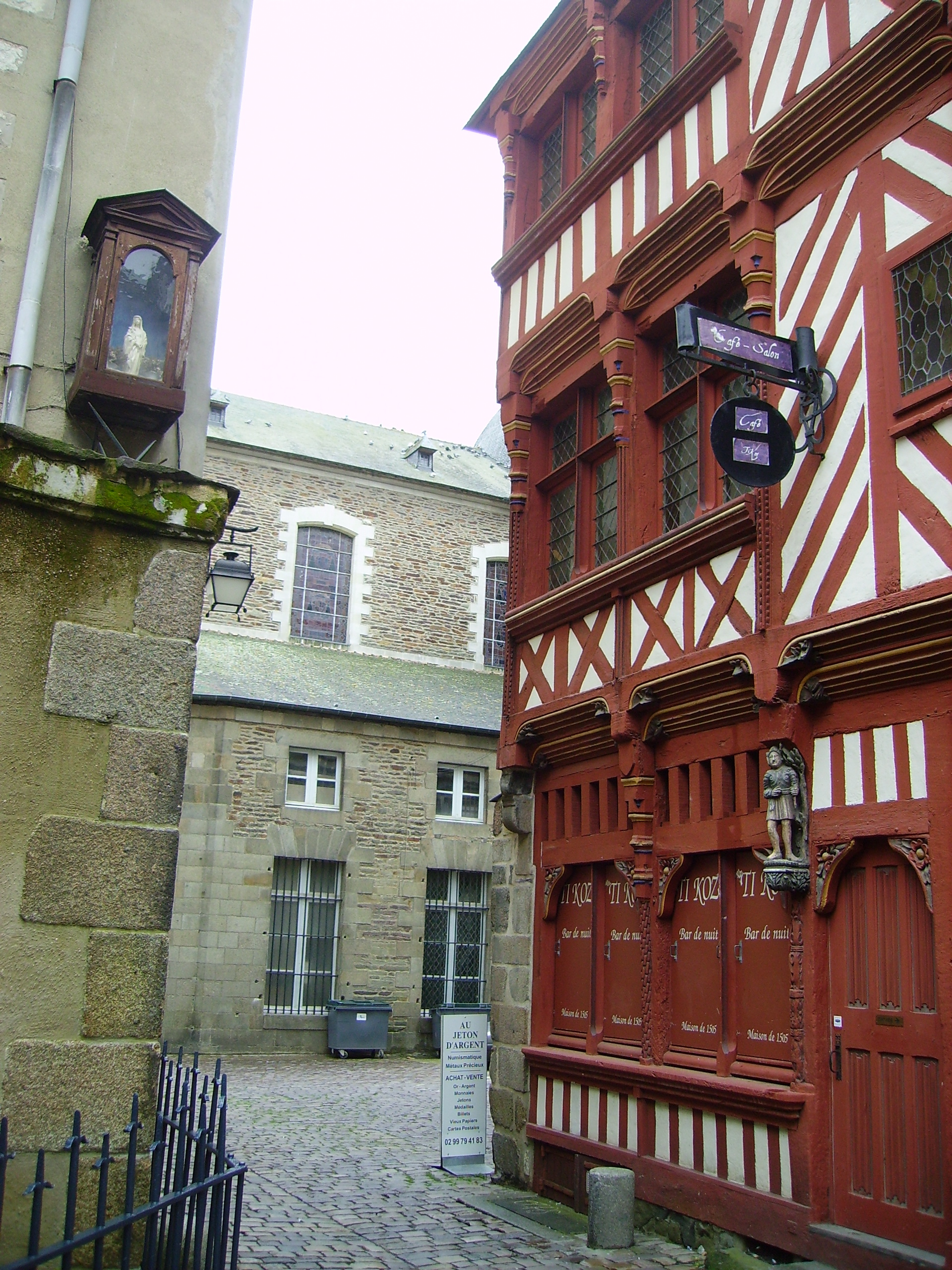
Casa medievale
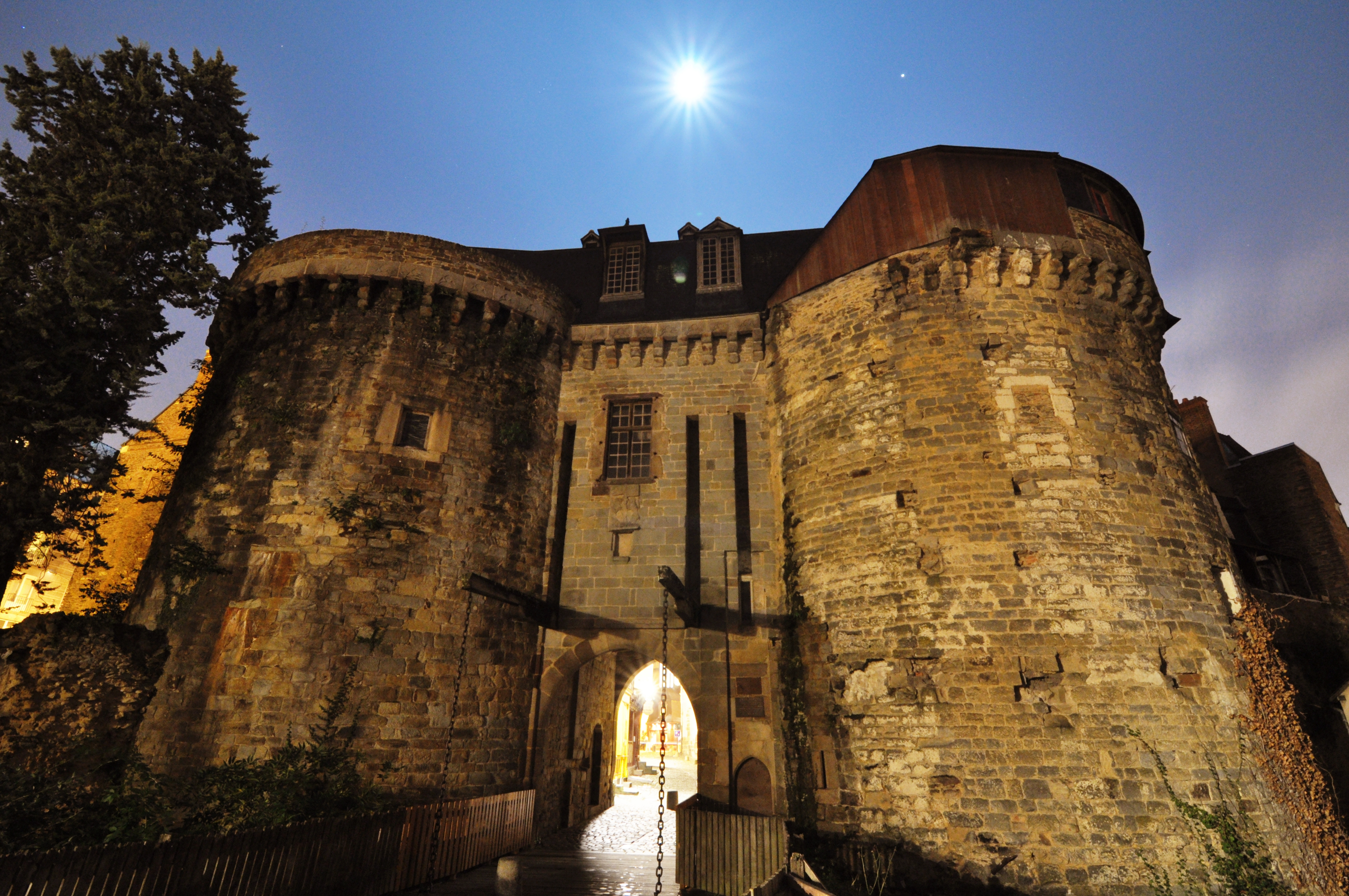
Porta Mordelaise
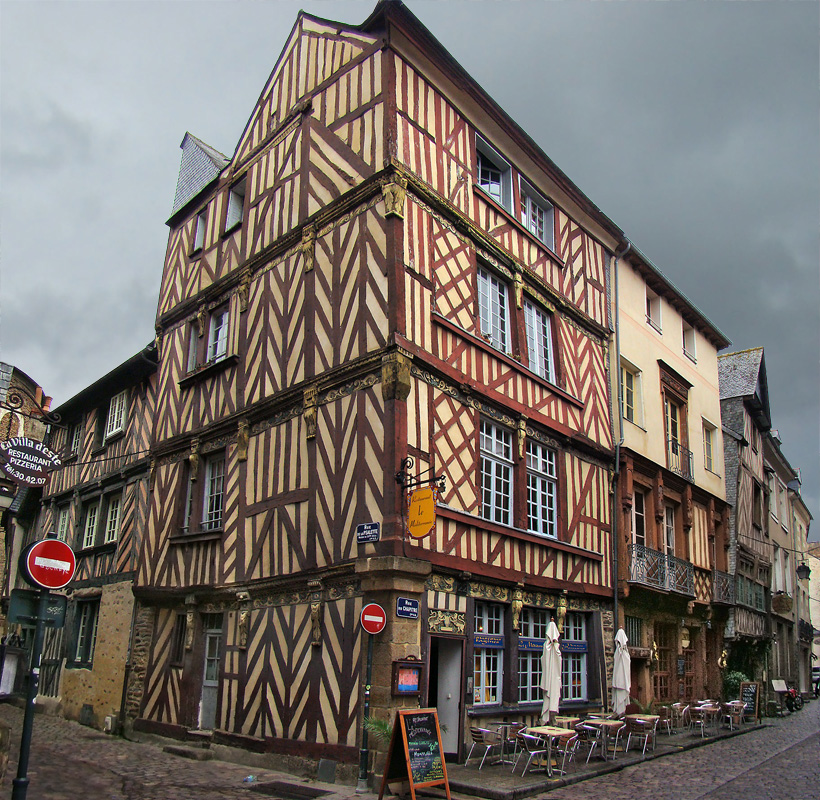
Via del centro storico
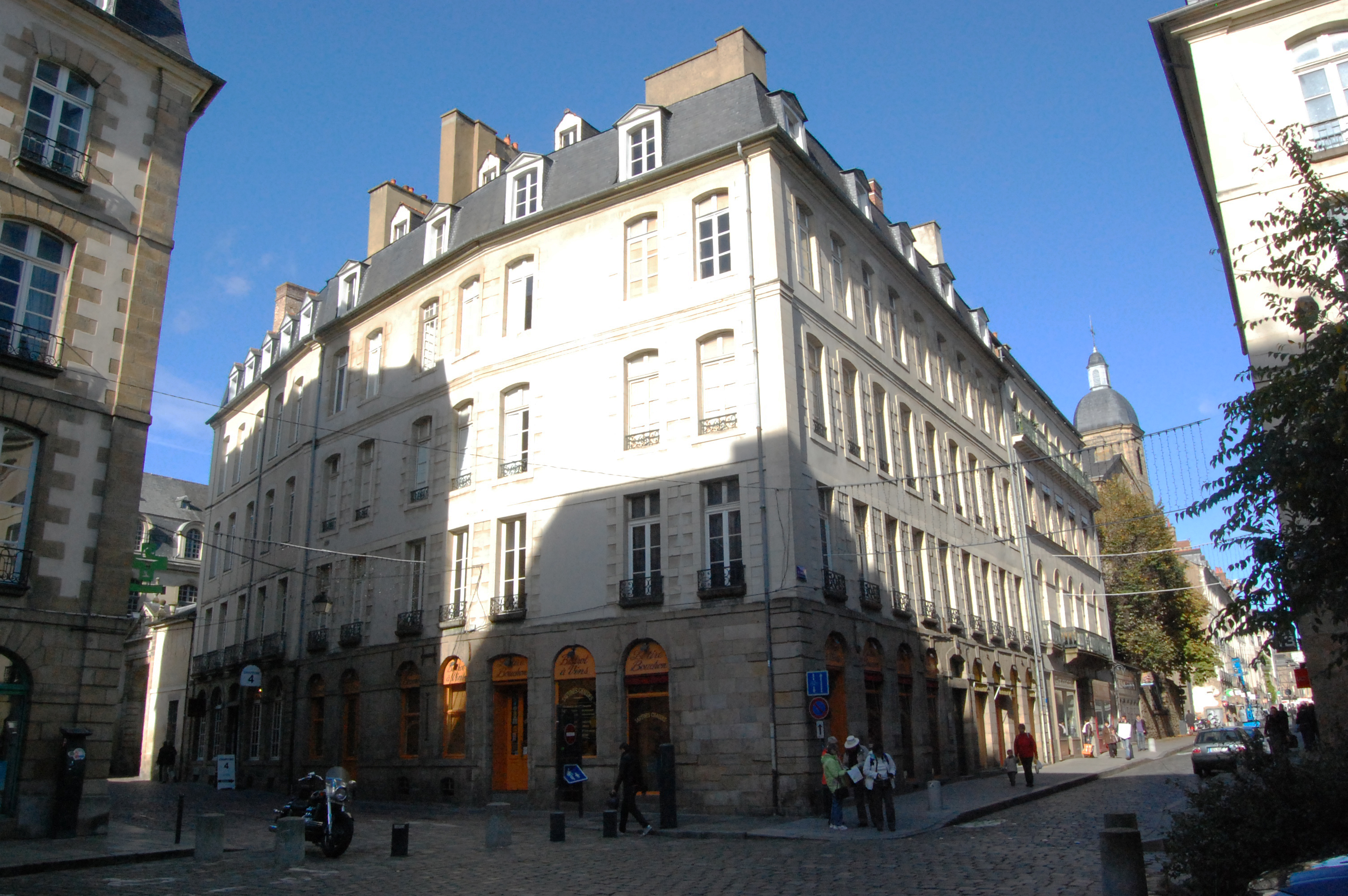
Via del centro storico
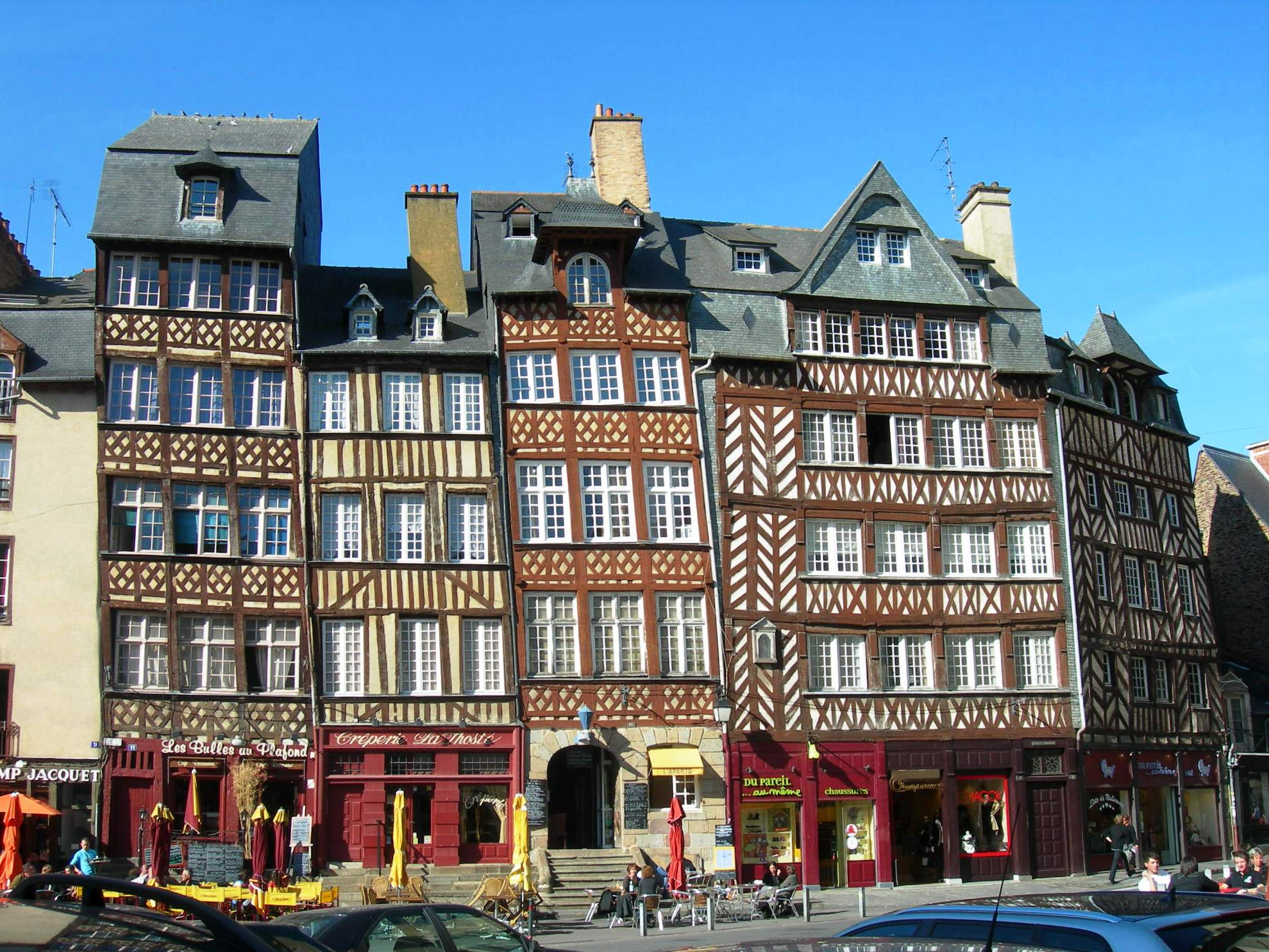
Place Champ Jacquet
Mappa della metropolitana